# 브레이킹 던 part 1
브레이킹 던 part 1(The Twilight Saga: Breaking Dawn)은 스테프니 메이어의 소설 브레이킹 던을 원작으로 한 영화로, 2011년에 개봉되었다. 넷플릭스와 Apple TV에서 시청할 수 있다.
'트와일라잇' 시리즈의 4번째 편으로, 벨라와 에드워드의 결혼, 신혼여행, 아이의 탄생을 다루고 있다. 벨라와 에드워드는 결혼식을 올리고 신혼여행을 떠나지만, 벨라는 예상치 못한 임신 소식을 듣게 된다. 늑대인간 퀼렛족은 인간과 뱀파이어의 결합으로 태어난 아기가 위험한 존재가 되리라 판단하고 벨라를 없애려 한다. 제이콥은 자기 종족을 떠나 뱀파이어 컬렌가와 함께 벨라를 지킨다. 

## 줄거리
- 벨라는 뱀파이어 에드워드와 결혼을 하고, 개인 아일랜드인 에스메 아일랜드로 신혼여행을 떠난다.
- 벨라는 신혼여행 중에 의외로 임신을 하게된다.
- 벨라는 뱀파이어와 인간의 혼혈인 아이를 배개 되고, 아이가 그녀의 건강을 위협한다.
- 벨라는 평균을 넘는 입덧을 하고, 그대로 출산을 감행했다가는 죽을지도 모른다는 진단을 받는다.
- 에드워드는 벨라를 살리려 하고, 벨라는 아기를 지키려 한다.
- 벨라를 향한 마음을 정리하지 못한 제이콥은 자기 종족을 이탈해 벨라를 지키기로 결심한다.
- 늑대 인간 퀼렛 족은 임신한 벨라를 제거하려고 한다.

## 출연

### 주연
- 크리스틴 스튜어트
- 로버트 패틴슨

### 조연
- 다코타 패닝
- 테일러 로트너
- 애슐리 그린
- 매기 그레이스
- 마이클 쉰
- 니키 리드
- 안나 켄드릭
- 잭슨 라스본
- 빌리 버크
- 켈란 루츠
- 노엘 휘셔
- 리 페이스
- 피터 파시넬리
- 크리스티안 세라토스
- 엘리자베스 리저
- 사라 클라크
- 조 앤더슨
- 라미 말렉
- 미아 마에스트로
- 미안나 버링
- 마이클 웰치
- 크리스찬 카마고
- 부부 스튜어트
- 길 버밍햄
- 오마 멧월리
- 저스틴 전
- 안젤라 사라피언
- 웬델 피어스
- 알렉스 메라즈
- 주디스 쉬코니
- 틴셀 코리
- 기오와 고든
- 줄리아 존스
- 케이시 라보
- 타이 올슨
- 앤드리아 가브리엘
- 앤드리아 포웰
- 브론손 페레티어
- 체스크 스펜서
- 토니 트럭스
- 마레인 반스
- 발로리 커리
- 트레이시 헤긴스
- 패트릭 브레넌
- 구리 웨인버그
- 에릭 오덤
- 알렉스 라이스
- 타이슨 하우스먼
- 빌 탠그레디
- 리사 하워드
- 마사미 코사카
- 아마두 라이
- 크리스찬 슬로안
- 크리스토퍼 헤이어달
- 제이미 캠벨 바우어
- 안젤로 리나이
- 키마니 레이 스미스
- 매켄지 포이
- 찰리 뷰리
- 다니엘 커드모어
- 스테파니 메이어
- 제임스 피지나토

## 기타
- 프로듀서: 이자벨 타누기
- 공동제작: 빌 배너맨
- 조감독: 빌 배너맨
- 조감독: E.J. 포에스터
- 조감독: 딜런 홉킨스
- 조감독: 스티브 로나노
- 조감독: 메건 F. 맥러플린
- 조감독: 존 M. 모스
- 조감독: 저스틴 뮐러
- 조감독: 칼리 포미스
- 조감독: 앤 C. 샐저
- 미술: 리처드 쉐먼
- 세트: 데이빗 쉴레진저
- 의상: 마이클 윌킨슨
- 분장부문: 진 앤 블랙
- 분장부문: 제이미 하이트
- 분장부문: 로프 존 케플러
- 분장부문: 크리스탈 커쇼
- 분장부문: 잭 라자로
- 분장부문: 코트니 레더
- 분장부문: 카렌 로벨
- 분장부문: 다릴 루카스
- 분장부문: 패트리시아 맥알하니 글래저
- 분장부문: 제시카 넬슨
- 분장부문: 사만다 M. 캅스
- 분장부문: 스테이시 페인핀토
- 분장부문: 크리스티나 패터슨 세렛
- 분장부문: 레슬리 로드리게즈
- 분장부문: 레미 사브바
- 분장부문: 멜리자 슈미트
- 분장부문: 아르옌 튀튼
- 분장부문: 보니 클리브링
- 분장부문: 다이너 데이글
- 분장부문: 에리카 드웨이
- 분장부문: 카롤라 딘버거
- 분장부문: 리사 하젤
- 분장부문: 스테이시 허버트
- 배역: 데브라 제인
- 프로덕션매니저: 발레리아 코스타 아모림
- 프로덕션매니저: 숀 보야첵
- 프로덕션매니저: 바바라 켈리
- 프로덕션매니저: 앤드류 G. 라 마르카
- 프로덕션매니저: 콜린 밋첼
- 프로덕션매니저: 안젤라 퀼레스